# Blažkov (Omlenice)
Blažkov (německy Laschkles) je malá vesnice, část obce Omlenice v okrese Český Krumlov. Nachází se asi 2 km na sever od Omlenice. Je zde evidováno 15 adres.
Blažkov leží v katastrálním území Stradov u Kaplice o výměře 3,92 km².

## Historie
První písemná zmínka o vesnici pochází z roku 1358.

## Další fotografie

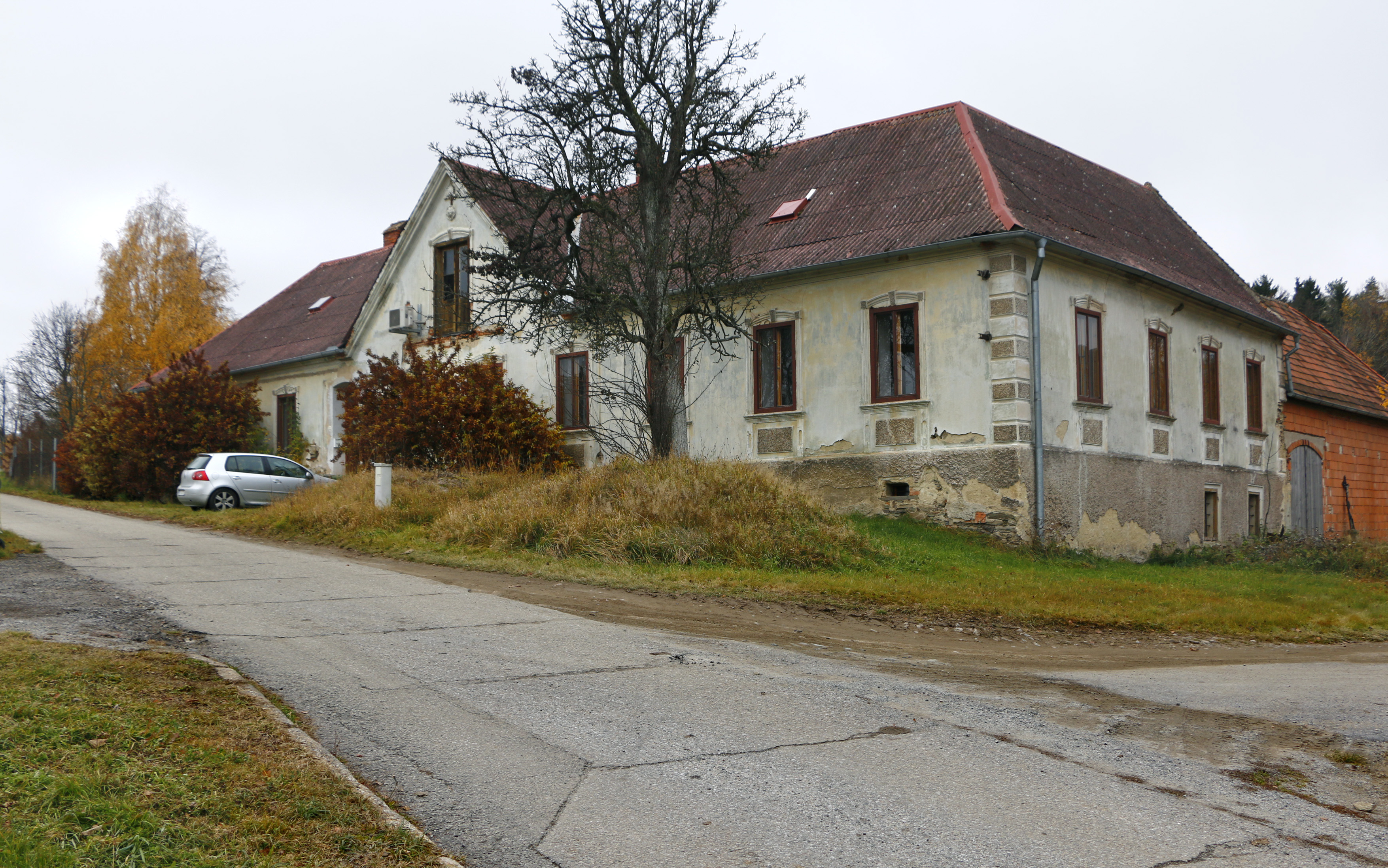
Bývalá škola
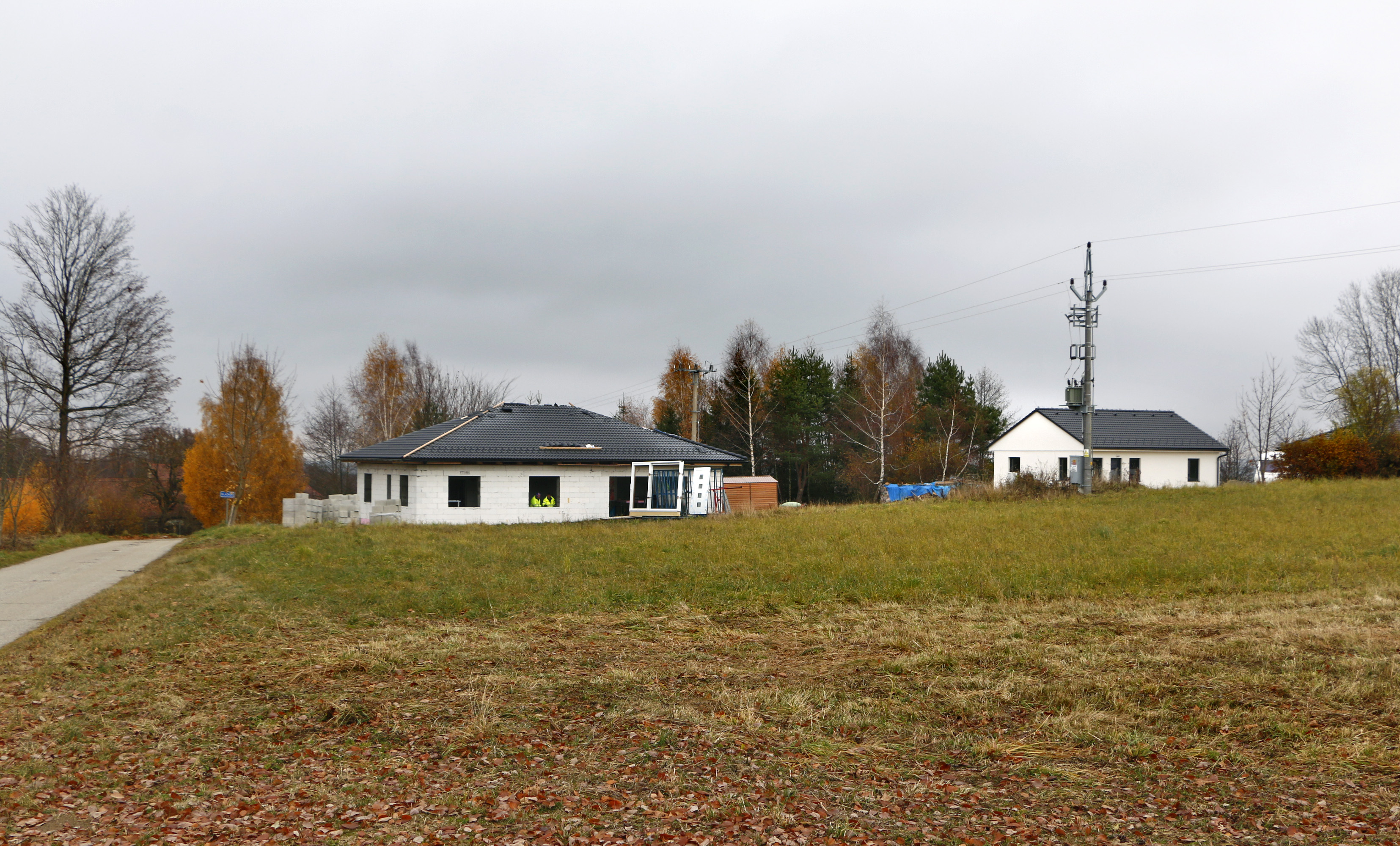
Nová výstavba na jihu
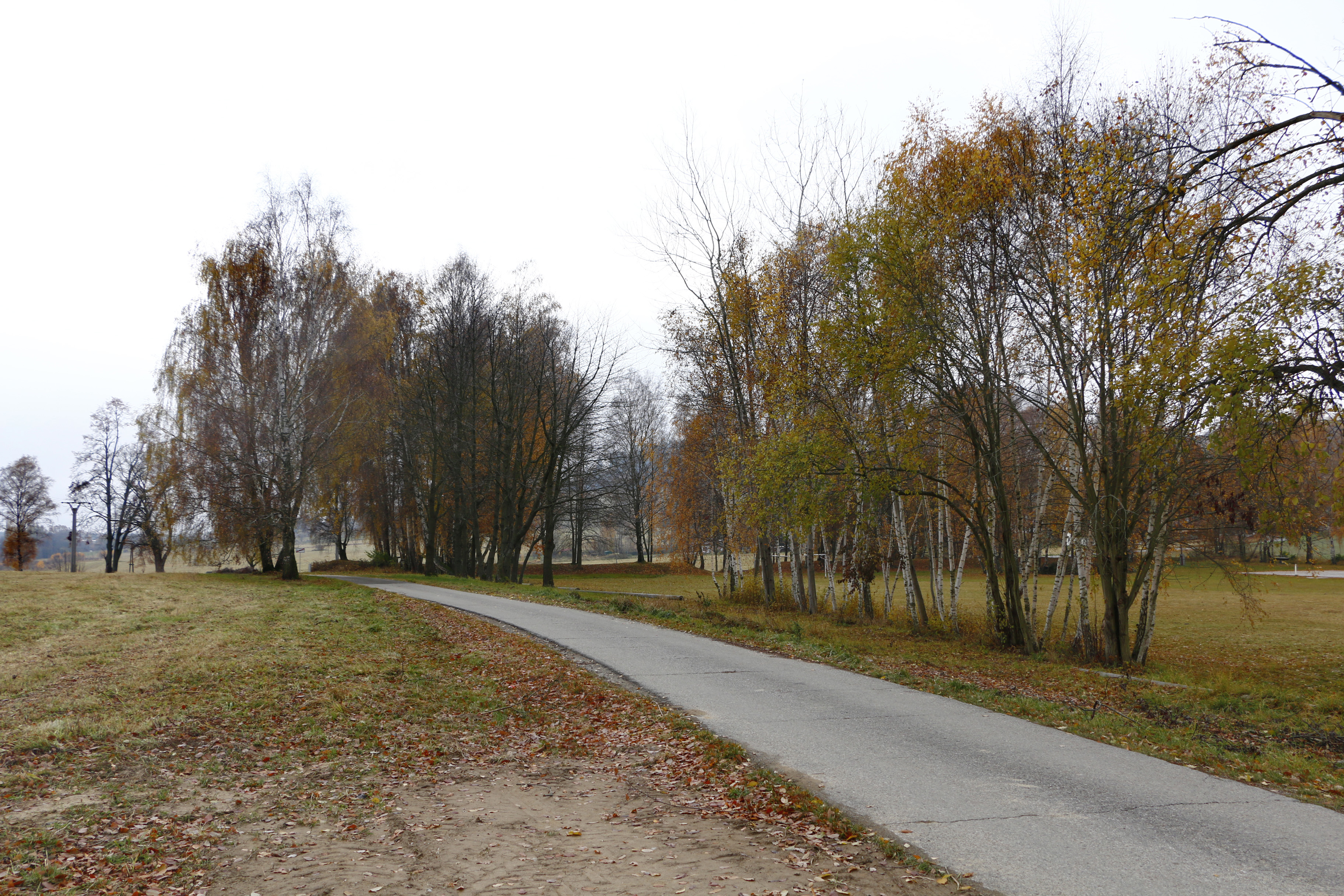
Silnice k vesnici